# Egon Jensen (fodboldspiller)
 Der er flere personer med dette navn, se Egon Jensen (flertydig).
Egon Jensen (født 13. november 1937 i Gram, død 13. september 2020) er en dansk tidligere fodboldspiller og cheftræner i superligaklubben Esbjerg fB.

## Seniorkarriere
Egon Jensen var en teknisk stor spiller, der i starten mest var innerwing, men senere mest fløjhalf. Han manglede temperament og havde ikke de store ambitioner – ellers ville landskampsantallet have været langt større. Egon Jensen, der var "godt kørende" i lune bemærkninger, spillede kun for Esbjerg. Han debuterede som 17-årig.
- Esbjerg fB 1955- 70 – 440 kampe

Han opnåede at vinde DM i årene 1961, 1962, 1963 og 1965, samt at vinde pokalfinalen i 1964 (2-1 over Odense KFUM). Egon Jensen spillede for det meste højre half, og dannede i mange år en suveræn halfbackkæde sammen med John Madsen (centerhalf) og Jens Petersen (venstre half).
Med sine 440 kampe for Esbjerg ligger Egon Jensen på 3. pladsen i antal kampe for EfB – efter Ole Kjær og Jens Peder Hansen.

## Landsholdskarriere
Egon Jensen opnåede 12 landskampe og scorede 4 mål i perioden 1957- 66. Han debuterede i Helsingfors mod Finland (0-2) i en kamp, der var arrangeret i anledning af det finske fodboldforbunds 50 års jubilæum. Den kun 19-årige talentfulde Egon Jensen spillede højre innerwing. Allerede i sin tredje landskamp fik Egon Jensen noget af et gennembrud, da han scorede tre mål ude mod Island (6-2). Det var i den kamp, at Danmark stillede med ti jyder og Dan Ohland-Andersen fra AB. Til trods for denne succeskamp blev hans fremtidige landskampsdeltagelse ret sporadisk. I de 12 kampe / 4 mål spillede han på forskellige pladser: Højre half (3 gange), venstre half (2), højre innerwing (3) og venstre innerwing (4) – Det kan man da kalde en jævn fordeling.
Egon Jensen spillede desuden to Y-landskampe (1955), en enkelt U-landskamp (1956) og ni B-landskampe (1958-66). Han er sammen med Næstveds Jørgen Hansen nummer to på listen over spillere med flest B-landsholdskampe (efter Poul Mejer med 11 kampe).

## Efter karrieren
Efter sin lange karriere blev Egon Jensen træner. På tre år bragte han Jerne fra Serie 2 til Jyllandsserien. Bagefter førte han Esbjerg fra 3. division til 1. division (i 1974), og i 1976 var han træner, da Esbjerg vandt pokalfinalen (2-1 over Holbæk). Egon Jensen, med øgenavnet "Grumse", modtog i 1957 Esbjerg bys idrætspris.
Egon Jensen trænede i perioden efter den aktive karrieres ophør 1971-1973 og 1976-1986 bl.a. en række af Esbjergs seriehold:
- Jerne IF, serie 1
- B47, Jyllandsserien
- ØB, Danmarksserien

Egon Jensen, kommuneassistent, er født i Gram. Han boede i Esbjerg.